# Greta Magnusson

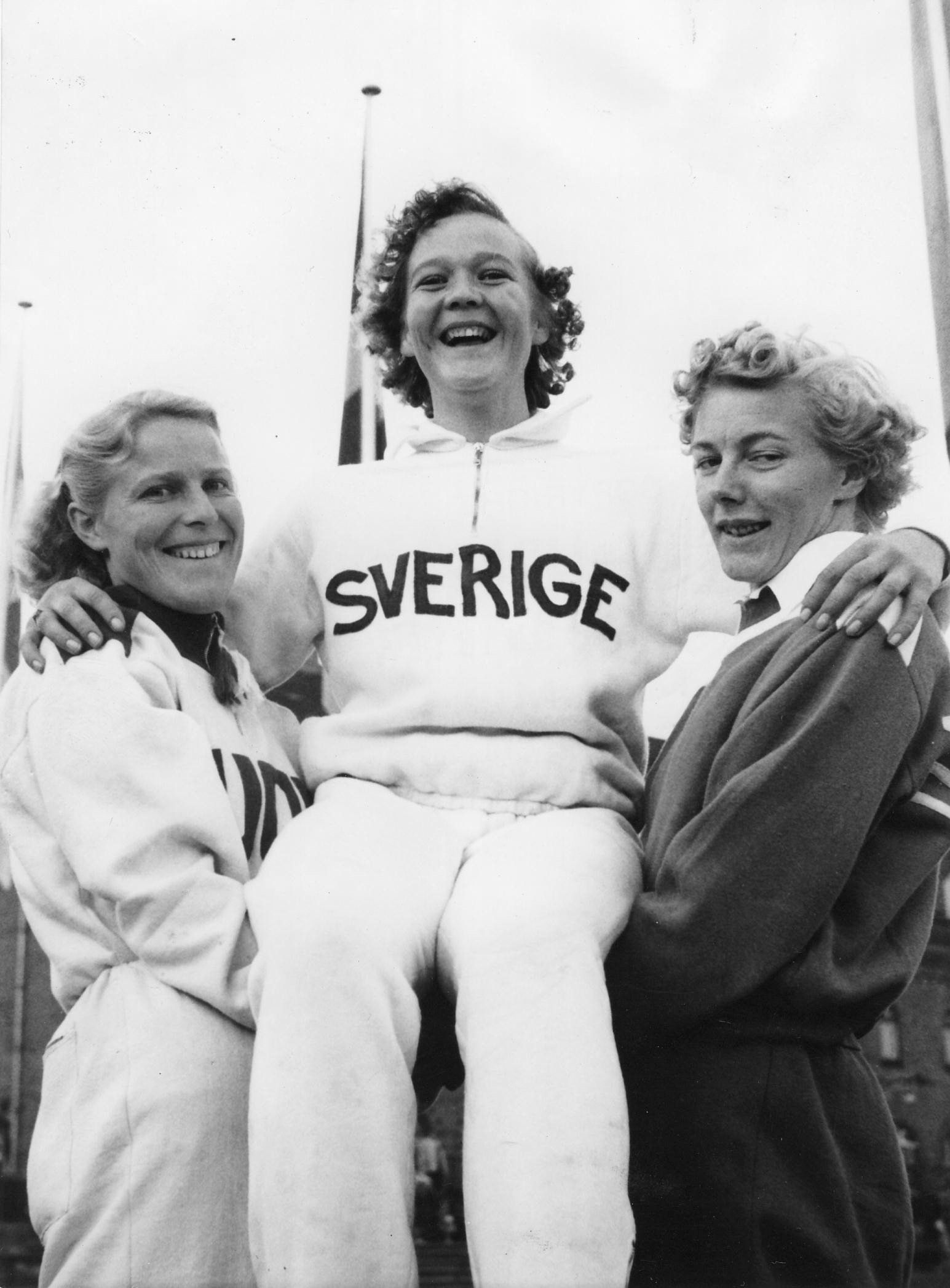
Greta Magnusson (Mitte) in den 1950er Jahren

Greta Magnusson (Maja Greta Magnusson; * 8. März 1929 in Vänersborg; † 16. Januar 1998 in Ed) war eine schwedische Weitspringerin und Sprinterin.
Bei den Leichtathletik-Europameisterschaften 1946 in Oslo wurde sie Siebte im Weitsprung und Fünfte in der 4-mal-100-Meter-Staffel. Über 100 m schied sie im Vorlauf aus.
1952 belegte sie bei den Olympischen Spielen in Helsinki im Weitsprung den 20. Platz. In der 4-mal-100-Meter-Staffel kam sie nicht über die erste Runde hinaus.
Dreimal wurde sie Schwedische Meisterin im Weitsprung (1949, 1952, 1956) und einmal über 200 m (1953).

## Persönliche Bestleistungen
- 100 m: 12,3 s, 3. August 1947, Uddevalla
- Weitsprung: 5,69 m, 1956